# أبيض على أبيض
أبيض على أبيض هي لوحة زيتية رسمت على قماش  في عام (1918) من قبل الرسام الروسي كازيمير ماليفيتش.